# Ctenoplectron fasciatum
Ctenoplectron fasciatum is een keversoort uit de familie winterkevers (Tetratomidae). De wetenschappelijke naam van de soort werd in 1868 gepubliceerd door Redtenbacher.